# Vorwärts-Rasensport Gleiwitz
Die SV Vorwärts-Rasensport Gleiwitz war ein deutscher Fußballverein aus Gleiwitz in Oberschlesien.

## Geschichte

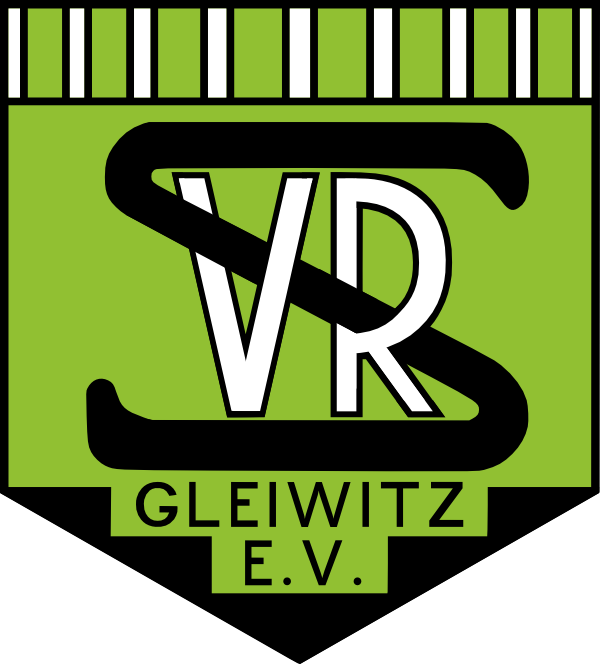
Altes Logo des SV Vorwärts-Rasensport Gleiwitz.

Der Verein wurde 1926 gegründet, als der SC Vorwärts Gleiwitz (1910 gegründet) und der Rasensportverein Gleiwitz (1909 gegründet) miteinander fusionierten. Die Heimspiele wurden im Jahnstadion ausgetragen, das 15.000 Zuschauern Platz bot und heute als Stadion GKS Piast Heimat von Piast Gliwice ist. 1933 konnte sich Vorwärts-Rasensport als Zweiter der Endrunde Südost erstmals für die Endrunde um die deutsche Fußballmeisterschaft qualifizieren, war jedoch im Achtelfinale gegen Fortuna Düsseldorf chancenlos und verlor mit 0:9. 1935 erreichte man als Meister der Gauliga Schlesien erneut die Endrunde, doch in der neu eingeführten Gruppenphase wurde man trotz eines sensationellen 2:1-Erfolges im Jahnstadion gegen Hertha BSC am 26.5. nur Dritter von Vieren. Folglich wurde die Qualifikation für das Halbfinale verpasst.
1936 qualifizierte sich Gleiwitz erneut für die Endrunde. In der Gruppenphase wurden der Eimsbütteler TV, Werder Bremen und Viktoria Stolp zugelost. Zwar begannen die Gruppenspiele mit einer 0:3-Niederlage für die Gleiwitzer in Eimsbüttel, jedoch machten ein 5:2 gegen Werder Bremen, ein 5:0 über Viktoria Stolp und ein weiteres 4:2 in Bremen die Gleiwitzer zum Geheimfavoriten in Gruppe II. Der Gruppensieg konnte errungen werden und im Halbfinale traf Vorwärts erneut auf die Fortuna aus Düsseldorf. Die Gleiwitzer gingen zunächst in Führung und lieferten einen leidenschaftlichen Kampf, mussten sich dann jedoch mit 1:3 der mit sechs Nationalspielern bestückten Fortuna beugen. Vorwärts wurde zu dieser Zeit ironischerweise vom Ex-Düsseldorfer Frauenkron trainiert. Im Endspiel um Platz 3 verloren die entkräfteten Gleiwitzer mit 1:8 gegen den FC Schalke 04.

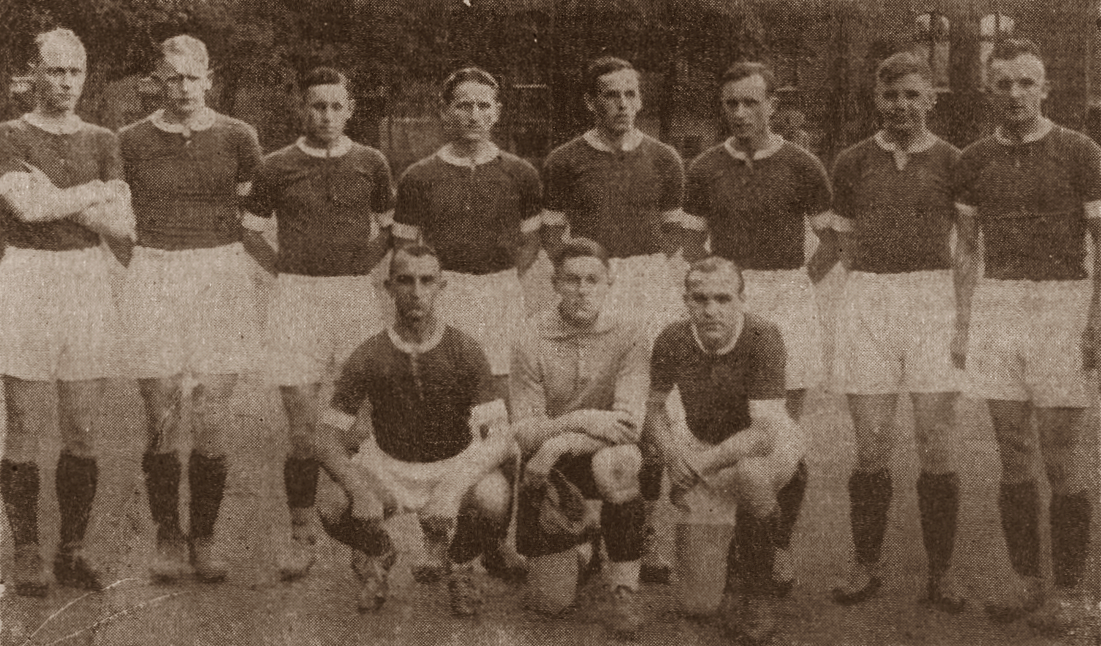
Spieler der Gaumeistermannschaft Schlesien 1936

Anschließend kehrte die Normalität zurück, Vorwärts-Rasensport wurde noch dreimal schlesischer Gaumeister, konnte bei vier weiteren Endrundenteilnahmen aber nicht überzeugen. Nach Ende des Zweiten Weltkrieges wurde die Stadt Gleiwitz polnisch und der Verein Vorwärts-Rasensport Gleiwitz aufgelöst.

## Erfolge
- 1 × Halbfinalist Deutsche Meisterschaft 1936
- 7 × Endrundenteilnahme um die Deutsche Meisterschaft: 1933, 1935, 1936, 1938, 1939, 1940, 1941
- 6 × Gaumeister Schlesien: 1935, 1936, 1938, 1939, 1940, 1941
- 1 × Südostdeutscher Vizemeister: 1933
- 3 × Oberschlesischer Meister: 1927, 1932, 1933

## Endrunde um die Deutsche Meisterschaft – Die Kader von Vorwärts Rasensport Gleiwitz
- 1932/33: Paul Sopalla – Styppa, Wilhelm Koppa – Wilhelm Josefus, Walter Hollmann, Furgott – Rudolf Wilschek, Stefan Czapala, Ewald Lachmann, Norbert Richter, Wosnik.
- 1934/35: Paul Sopalla – Wilhelm Koppa, Richard Kubus – Alfred Wydra, Wilhelm Josefus, Norbert Richter – Wosnik, Ewald Lachmann, Georg Morys, Robert Pischzek, Reinhold Cyranek, Erhard Wieschollek.
- 1935/36: Günther Mettke, Paul Sopalla – Wilhelm Koppa, Richard Kubus – Alfred Wydra, Wilhelm Josefus, Norbert Richter, Ewald Lachmann – Rudolf Wilschek, Robert Pischzek, Georg Morys, Reinhold Cyranek, Heinrich Breitkopf.
- 1937/38: Günther Mettke, Grund – Wilhelm Koppa, Richard Kubus – Wilhelm Josefus, Norbert Richter, Ewald Lachmann, Josef Koschella – Rudolf Wilschek, Robert Pischzek, Alfred Wydra, Reinhard Schaletzki, Reinhold Cyranek, Ernst Plener, Anton Schatton, Günther Fischer.
- 1938/39: Günther Mettke, Gerhard Nowara – Wilhelm Koppa, Richard Kubus – Alfred Wydra, Wilhelm Josefus, Norbert Richter – Reinhard Schaletzki, Reinhold Cyranek, Ernst Plener, Günther Fischer, Robert Pischzek, Wolf.
- 1939/40: Günther Mettke, Otto Mierzowski – Wilhelm Koppa, Friedrich Hollmann – Alfred Wydra, Wilhelm Josefus, Norbert Richter, Wenglorz – Ernst Plener, Hans Baron, Georg Wostal, Günther Fischer, Hubert Renk, Erich Michalski, Dudek, Hausmann, Nosnitzka.
- 1940/41: Otto Mierzowski, Günther Mettke – Wilhelm Koppa, Friedrich Hollmann – Alfred Wydra, Wilhelm Josefus, Norbert Richter – Reinhard Schaletzki, Ernst Plener, Reinhold Cyranek, Georg Wostal, Hans Baron, Hubert Renk, Jelitte, Dudek, Hausmann.

## Spielergalerie (Auswahl)

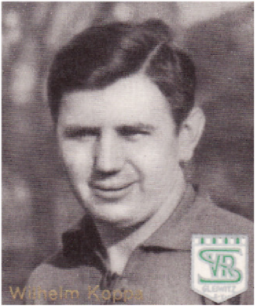
Wilhelm Koppa
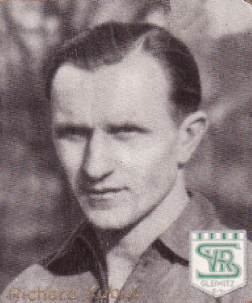
Richard Kubus
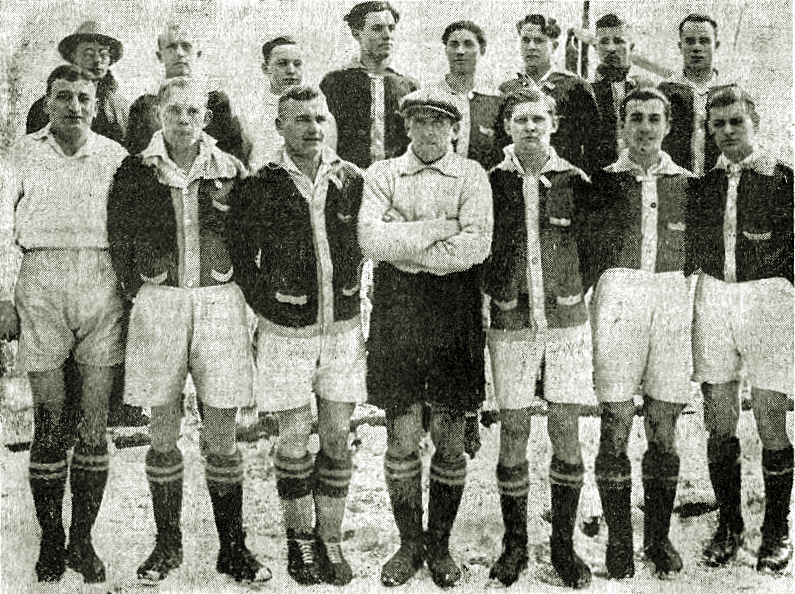
Reinhard Schaletzki (vordere Reihe, rechts)
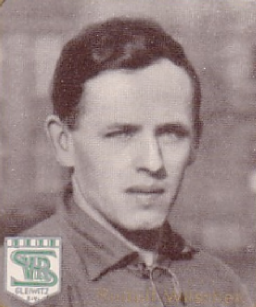
Rudolf Wilczek

## Weitere ehemalige Spieler
- Hans Baron[1]
- Günter Sosna
- Hans Wloka[2]